# Serie A1 1989-1990 (pallacanestro femminile)
Il campionato di Serie A1 di pallacanestro femminile 1989-1990 è stato il cinquantanovesimo organizzato in Italia.
L'Unicar Cesena vince il suo primo titolo, battendo in cinque gare di finale la Pool Comense.
Le campionesse uscenti dell'Enimont Priolo si classificano al quinto posto.

## Stagione

### Novità
Nella stagione precedente Basket Ferrara, Verga Palermo e Busto Arsizio sono retrocesse in Serie A2. Il loro posto è stato preso dalle promosse Pall. Schio, Ginn. Triestina e Puglia Bari.

#### Aggiornamenti
Il Basket Cavezzo rinuncia alla categoria, sostituita dalla ripescata Basket Ferrara.

### Formula
Le sedici squadre partecipano ad un girone all'italiana, con partite di andata e ritorno. Le squadre classificatesi tra il primo e l'ottavo posto vengono ammesse ai quarti di finale dei play-off per lo scudetto, che vengono disputati al meglio delle tre partite, come le semifinali; le finali sono disputate al meglio delle cinque gare. Le ultime tre retrocedono in Serie A2.

## Stagione regolare

### Classifica
|  | Pos. | Squadra           | Pt | G  | V  | P  | PtF | PtS |
|  | ---- | ----------------- | -- | -- | -- | -- | --- | --- |
|  | 1.   | Unicar Cesena     | 48 | 30 | 24 | 6  | -   | -   |
|  | 2.   | Pool Comense      | 44 | 30 | 22 | 8  | -   | -   |
|  | 3.   | Gemeaz Milano     | 40 | 30 | 20 | 8  | -   | -   |
|  | 4.   | Estel Vicenza     | 36 | 30 | 18 | 12 | -   | -   |
|  | 5.   | Enimont Priolo    | 36 | 30 | 18 | 12 | -   | -   |
|  | 6.   | Famila Schio      | 34 | 30 | 17 | 13 | -   | -   |
|  | 7.   | Saturnia Viterbo  | 34 | 30 | 17 | 13 | -   | -   |
|  | 8.   | Primizie Parma    | 32 | 30 | 16 | 14 | -   | -   |
|  | 9.   | Italmeco Bari     | 30 | 30 | 15 | 15 | -   | -   |
|  | 10.  | Sidis Ancona      | 28 | 30 | 14 | 16 | -   | -   |
|  | 11.  | Omsa Faenza       | 26 | 30 | 13 | 17 | -   | -   |
|  | 12.  | Crup Trieste      | 24 | 30 | 12 | 18 | -   | -   |
|  | 13.  | Nuvenia Magenta   | 24 | 30 | 12 | 18 | -   | -   |
|  | 14.  | IPO Plastic Bari  | 20 | 30 | 10 | 20 | -   | -   |
|  | 15.  | Gran Pane Palermo | 18 | 30 | 9  | 21 | -   | -   |
|  | 16.  | Altamira Ferrara  | 6  | 30 | 3  | 27 | -   | -   |

Legenda:
      Campionessa d'Italia.
      Ammesse ai play-off scudetto.
      Retrocessa in Serie A2 1990-1991.
      Rinuncia alla stagione successiva.
Regolamento:
Due punti a vittoria, zero a sconfitta.
In caso di parità di punteggio, contano gli scontri diretti e la classifica avulsa.

## Play-off
|  | Quarti di finale | Quarti di finale | Quarti di finale |               |               | Semifinali    | Semifinali | Semifinali |  |  | Finale | Finale | Finale |  |
|  |                  |                  |                  |               |               |               |            |            |  |  |        |        |        |  |
|  | 1                | Unicar Cesena    | 2                |               |               |               |            |            |  |  |        |        |        |  |
|  | 1                | Unicar Cesena    | 2                |               |               |               |            |            |  |  |        |        |        |  |
|  | 8                | Primizie Parma   | 1                |               |               |               |            |            |  |  |        |        |        |  |
|  | 8                | Primizie Parma   | 1                |               | Unicar Cesena | Unicar Cesena | 2          |            |  |  |        |        |        |  |
|  |                  |                  |                  |               | Unicar Cesena | Unicar Cesena | 2          |            |  |  |        |        |        |  |
|  |                  |                  | Estel Vicenza    | Estel Vicenza | 0             |               |            |            |  |  |        |        |        |  |
|  | 4                | Estel Vicenza    | Estel Vicenza    | Estel Vicenza | 0             | 2             |            |            |  |  |        |        |        |  |
|  | 4                | Estel Vicenza    |                  |               |               |               |            |            |  |  |        |        |        |  |
|  | 5                | Enimont Priolo   | 1                |               |               |               |            |            |  |  |        |        |        |  |
|  | 5                | Enimont Priolo   | 1                |               | Unicar Cesena | Unicar Cesena | 3          |            |  |  |        |        |        |  |
|  |                  |                  |                  |               |               |               |            |            |  |  |        |        |        |  |
|  |                  |                  | Pool Comense     | Pool Comense  | 2             |               |            |            |  |  |        |        |        |  |
|  | 2                | Pool Comense     | Pool Comense     | Pool Comense  | 2             | 2             |            |            |  |  |        |        |        |  |
|  | 2                | Pool Comense     |                  |               |               |               |            |            |  |  |        |        |        |  |
|  | 7                | Saturnia Viterbo | 1                |               |               |               |            |            |  |  |        |        |        |  |
|  | 7                | Saturnia Viterbo | 1                |               | Pool Comense  | Pool Comense  | 2          |            |  |  |        |        |        |  |
|  |                  |                  |                  |               | Pool Comense  | Pool Comense  | 2          |            |  |  |        |        |        |  |
|  |                  |                  | Gemeaz Milano    | Gemeaz Milano | 0             |               |            |            |  |  |        |        |        |  |
|  | 3                | Gemeaz Milano    | Gemeaz Milano    | Gemeaz Milano | 0             | 2             |            |            |  |  |        |        |        |  |
|  | 3                | Gemeaz Milano    |                  |               |               |               |            |            |  |  |        |        |        |  |
|  | 6                | Famila Schio     | 1                |               |               |               |            |            |  |  |        |        |        |  |

## Verdetti
- Campione d'Italia:  Unicar Cesena
Formazione:[4] Mariella Barbaro, Ivana Caldato, Clarissa Davis, Ivana Donadel, Pamela Ferrari, Alessandra Gennari, Annalisa Ghersetich, Laura Gori, Andrea Lloyd, Sofia Mecati, Catarina Pollini, Novella Schiesaro, Simona Tassara, Renata Zocco. Allenatore: Paolo Rossi.
- Retrocessioni in Serie A2: Gran Pane Palermo e Altamira Ferrara.
- L'IPO Plastic Bari è ripescata al posto della Nuvenia Magenta, che rinuncia all'iscrizione.